# カンボジアのメディア
カンボジアのメディア（Mass_media_in_Cambodia）は、テレビ、ラジオや印刷媒体など、ほとんど規制されていない。民間企業がメディア分野に参入しており、これは長年の国が管理してきた放送と出版からの民主的な変化を表している。
クメール・ルージュの共産主義政権とベトナムが支援するカンプチア人民共和国政権から脱却して以来、カンボジアのメディア部門は東南アジアで最も自由な部門の一つとなっている。しかし、専門的なジャーナリズムの訓練と倫理の欠如、そして政府と民間の団体による脅迫により、カンボジアのメディアの影響力は制限されている。

## テレビ
1966年、カンボジアは試験的なテレビ局を立ち上げ、同年に放送を開始した。そのコールサインは "XUTV" だった。この局は1970年に国営ラジオ・ディフュージョン・ナショナル・クメールの一部となった。毎日12～14時間放送され、主な収入源は広告だった。しかし、1975年にクメール・ルージュによってそのスタジオが破壊され、クメール・ルージュ政権の時のテレビの役割は停止した。
1983年、ベトナムの支援を受けたカンプチア人民共和国政権下で、政府は別の放送局TVKを立ち上げた。同局は1986年にカラー放送を開始し、カラー放送を開始した世界で最後の主権国家体制の国家となった。1993年まで放送局は1つしかなかったが、その後民間企業が独自の放送局を立ち上げた。最初の民間放送局はTV9とTV5であった。
これらの放送局はすべて、連続ドラマ、バラエティ番組、ゲーム番組などのローカル番組を放送している。タイのメロドラマ（クメール語吹き替え）は、 タイ大使館焼き討ち事件後の反発でタイの番組が禁止されるまで、非常に人気があった。
ケーブルテレビは、タイのトゥルー・ビジョン番組やその他の人工衛星ネットワークを含め、カンボジアでも広く視聴可能である。カンボジアでは、カンボジアで制作されたテレビを見ずに、タイのトゥルー・ビジョンに申し込んでタイの番組を視聴する人が多くいる。海外に住むカンボジア人は、タイ、ミャンマー、ベトナムからタイコム経由でカンボジアのテレビ番組を視聴できる。